# Live Etc.
Albums de Gong
Gong Est Mort, Vive Gong
(1977) Floating Anarchy Live 77
(1977)
Live Etc. est une compilation du groupe Gong, sorti en 1977. C'est un album réunissant trois années de scène, de chansons de studio inédites et d'enregistrement à la BBC.
Cette compilation présente de superbes versions live du répertoire majeur du groupe. Elles sont souvent supérieures aux versions studios, notamment sur Flying Teapot (version Edinburgh 1973) et la suite Oily way/Outer temple/Inner temple, qui reste peut-être ce que le groupe a produit de plus psychédélique.

## Titres
1. You can't kill me (Allen) 5:50
2. Zero the hero & the witch's spell (Allen/Tritsch) 11:08 [Bataclan Paris Mai 1973] A
3. Flying Teapot (Allen/Moze) 6:28 [Edinburgh festival 1973] A
4. Dynamite/I am your animal (Smyth/Tritsch) 5:44
5. 6/8 (Coit) 3:53
6. Est-ce que je suis (Allen) 4:12 [Club Arc-en-ciel Roanne 1973] A
7. Ooby-scooby doom's day (Allen) 5:15 [Manor studio Oxfordshire 1973] A
8. Radio gnome invisible (Allen) 7:35
9. Oily way (Allen/Malherbe) 3:20
10. Outer temple (Blake/Hillage) 1:05
11. Inner temple (Allen/Malherbe) 5:15 [Live BBC Studios 1974] B
12. Where have all the flowers gone? (Coit) 3:07 [Manor studio Oxfordshire] A
13. Isle of everywhere (Coit) 10:24
14. Get it inner (Coit) 2:31
15. Master Builder (Coit) 5:56
16. Flying teapot (Allen/Moze) 1:55 [Marquee club 1975] C

## Musiciens
Sur ce double album, on retrouve trois formations différentes :
- Formation A

Daevid Allen : guitare, chant
Steve Hillage : guitare
Mike Howlett : basse
Gilli Smyth : space whisper
Didier Malherbe : flûtes, saxophones, voix
Tim Blake : synthétiseurs, voix
Pierre Moerlen : batterie
- Formation B

Daevid Allen : guitare, chant
Steve Hillage : guitare
Mike Howlett : basse
Gilli Smyth : space whisper
Didier Malherbe : flûtes, saxes, voix
Tim Blake : synthétiseurs, voix
Rob Tait : batterie
Diane Stewart-Bond : percussions, voix
- Formation C

Steve Hillage : guitare, voix
Mike Howlett : basse, voix
Patrice Lemoine : claviers
Pierre Moerlen : batterie, percussions
Mireille Bauer : percussion
Didier Malherbe : flûtes, saxes, percussions
Miquette Giraudy : voix yonic

L'album est produit par Mike Howlett et Phil Newell.
Remarque : Coit = Compagnie d'Opéra invisible du Tibet